# Le canzoni della fortuna
Le canzoni della fortuna è una trasmissione radiofonica, andata in onda da domenica 14 ottobre 1956 a domenica 6 gennaio 1957, abbinata alla Lotteria di Capodanno (in anni successivi chiamata Lotteria Italia), considerata la prima edizione di Canzonissima.

## La trasmissione
La trasmissione era costituita da una gara tra le duecento canzoni ritenute più importanti dei precedenti cinquant'anni, interpretate da alcuni cantanti: Carla Boni, Gino Latilla, il Duo Fasano, Luana Sacconi, Nunzio Gallo, Ugo Molinari, Tullio Pane, Clara Vincenzi, Gianni Ravera, Tonina Torrielli, Gianni Marzocchi e Franca Raimondi.
Nel corso delle varie esecuzioni i cantanti erano accompagnati dall'orchestra diretta a turno dai maestri Cinico Angelini, Gian Stellari e Armando Fragna.
Nella fase finale, alle sedici canzoni già note, si affiancarono sedici canzoni nuove presentate dai sedici compositori autori delle canzoni già finaliste; le canzoni vincitrici erano due, quelle del compositore che avrebbe preso il maggior numero di voti.
I vincitori furono Nunzio Gallo con Mamma peri vecchi brani e Gino Latilla con Buon anno, buona fortuna per i nuovi; compositore vincitore fu quindi Cesare Andrea Bixio.
Il programma andava in onda dal Teatro Petruzzelli di Bari.
Grazie all'abbinamento con le canzoni, l'incasso fu di circa 700 milioni di lire (circa 1.400.000 biglietti venduti), cifra record per l'epoca.
Il vincitore del primo premio di cento milioni di lire fu un impiegato delle poste di 63 anni, il signor Rocco Prospero, di Pianella, in provincia di Pescara

## Le canzoni finaliste
Delle 200 canzoni in fase di partenza, grazie ai voti degli ascoltatori vennero selezionate le 16 che arrivarono alla fase finale:
1. Aggio perduto 'o suonno (testo di Alvise Natili; musica di Gino Redi), Nunzio Gallo
2. Mattinata fiorentina (testo di Michele Galdieri; musica di Giovanni D'Anzi; Edizioni musicali Curci), Ugo Molinari
3. Piemontesina (testo di Enrico Frati; musica di Giovanni Raimondo), Tullio Pane e Clara Vincenzi
4. Credimi (testo di Alvise Natili; musica di Antigono Godini), Nunzio Gallo
5. Addormentarmi così (testo di Biri; musica di Vittorio Mascheroni), Tonina Torrielli
6. Scapricciatiello (testo di Pacifico Vento; musica di Ferdinando Albano; Edizioni musicali Bideri), Nunzio Gallo
7. C'è una chiesetta (testo di Eugenio Cantoni; musica di Battista Rampoldi; Edizioni musicali San Giusto), Gianni Marzocchi
8. Mamma (testo di Bixio Cherubini; musica di Cesare Andrea Bixio; Edizioni musicali Bixio Cemsa), Nunzio Gallo
9. Firenze sogna (testo e musica di Cesare Cesarini; Edizioni musicali Curci)
10. Borgo antico (testo di Enzo Bonagura; musica di Giuseppe Bonavolontà; Edizioni musicali La Canzonetta)
11. 'na voce, 'na chitarra e 'nu poco 'e luna (testo di Ugo Calise; musica di Ugo Calise e Carlo Alberto Rossi; Edizioni musicali Ariston)
12. Reginella campagnola (testo di Eldo Di Lazzaro e Bruno Cherubini; musica di Eldo Di Lazzaro; Edizioni musicali Melodi/Edizioni musicali Mascheroni)
13. Addio sogni di gloria (testo di Marcella Rivi; musica di Carlo Innocenzi; Edizioni musicali Diesis)
14. Signora fortuna (testo di Bixio Cherubini; musica di Armando Fragna; Edizioni musicali Bixio Cemsa)
15. 'na sera ' maggio (testo di Egidio Pisano; musica di Giuseppe Cioffi; Edizioni musicali La Canzonetta)
16. Tornerai (testo di Aminta; musica di Dino Olivieri; Edizioni musicali Leonardi)

## Le canzoni nuove
Queste invece sono le canzoni nuove scritte dai compositori delle precedenti:
1. Una rosa per il mio amore (testo e musica di Gino Redi), Duo Fasano
2. Amaro come sei (testo di Michele Galdieri; musica di Giovanni D'Anzi; Edizioni musicali D'Anzi), Carla Boni
3. Bacio le tue lacrime (testo di Enrico Frati; musica di Giovanni Raimondo), Luana Sacconi
4. Vicolo nostalgia (testo di Danpa; musica di Antigono Godini), Gianni Ravera
5. Era basso (testo e musica di Mario Panzeri e Vittorio Mascheroni; Edizioni musicali Mascheroni), Gino Latilla, Carla Boni e il Duo Fasano
6. Serenatella sciuè sciuè (testo di Ettore De Mura; musica di Ferdinando Albano; Edizioni musicali Bideri), Gino Latilla e Carla Boni
7. Fischio e me ne infischio (testo di Danpa; musica di Battista Rampoldi; Edizioni musicali San Giusto), Gino Latilla e Carla Boni
8. Buon anno, buona fortuna (testo di Bixio Cherubini; musica di Cesare Andrea Bixio; Edizioni musicali Bixio Cemsa), Gino Latilla

## La classifica
1. Mamma e Buon anno, buona fortuna (compositore: Cesare Andrea Bixio) - 9237 voti
2. Scapricciatiello e Serenatella sciuè sciuè (compositore: Ferdinando Albano) - 8812 voti
3. Addormentarmi così e Era basso (compositore: Vittorio Mascheroni) - 7099 voti
4. C'è una chiesetta e Fischio e me ne infischio (compositore: Battista Rampoldi) - 7097 voti